# یواس‌اس بنر (ای‌پی‌ای-۶۰)
یواس‌اس بنر (ای‌پی‌ای-۶۰) (به انگلیسی: USS Banner (APA-60)) یک کشتی است که طول آن ۴۲۶ فوت (۱۳۰ متر) می‌باشد. این کشتی در سال ۱۹۴۴ ساخته شد.